# برج و بارو شهر ایوانکی
برج و بارو شهر ایوانکی مربوط به دوره قاجار است و در شهرستان گرمسار، بخش ایوانکی، حصار شهر ایوانکی واقع شده و این اثر در تاریخ ۲۶ اسفند ۱۳۸۷ با شمارهٔ ثبت ۲۶۰۷۳ به‌عنوان یکی از آثار ملی ایران به ثبت رسیده است.